# Łucznictwo na Letnich Igrzyskach Paraolimpijskich 2000
Łucznictwo na Letnich Igrzyskach Paraolimpijskich 2000 w Sydney rozgrywane było w Sydney International Archery Park. Do igrzysk zakwalifikowało się 96 zawodników, w tym 67 mężczyzn i 29 kobiet. Zawodnicy zostali podzieleni na trzy kategorie, w których walczyli o medale:
- ST – zawodnicy w pozycji stojącej
- W1 – zawodnicy w pozycji siedzącej z tetraplegią
- W2 – zawodnicy w pozycji siedzącej z paraplegią

## Medale
| Konkurencja             | Złoto                                                               | Srebro                                                        | Brąz                                                         |
| Klasa ST ind. mężczyzn  | An Tae-sung                                                         | Siergiej Atamanenko                                           | Imrich Lyocsa                                                |
| Klasa W1 ind. mężczyzn  | Zdenek Sebek                                                        | Olivier Hatem                                                 | Dejan Miladinovic                                            |
| Klasa W2 ind. mężczyzn  | Lee Hong-gu                                                         | Jung Young-joo                                                | Oscar De Pellegrin                                           |
| Klasa ST ind. kobiet    | Anita Chapman                                                       | Małgorzata Olejnik                                            | Małgorzata Korzeniowska                                      |
| Klasa W1/W2 ind. kobiet | Paola Fantato                                                       | Kathleen Smith                                                | Ko Hee-sook                                                  |
| Drużynowo mężczyźni     | Włochy · Salvatore Carrubba · Oscar De Pellegrin · Giuseppe Gabelli | Francja · Charles Est · Dejan Miladinovic · Olivier Hatem     | Korea Południowa · Lee Hong-gu · Lee Ouk-soo · Cho Hyun-kwan |
| Drużynowo kobiety       | Włochy · Paola Fantato · Sandra Truccolo · Anna Menconi             | Wielka Brytania · Anita Chapman · Kathleen Smith · Jane White | Japonia · Naomi Isozaki · Hifumi Suzuki · Masako Yonezawa    |

### Tabela medalowa
| Miejsce | Państwo          | Złoto | Srebro | Brąz | Razem |
| ------- | ---------------- | ----- | ------ | ---- | ----- |
| 1       | Włochy           | 3     | 0      | 1    | 4     |
| 2       | Korea Południowa | 2     | 1      | 2    | 5     |
| 3       | Wielka Brytania  | 1     | 2      | 0    | 3     |
| 4       | Czechy           | 1     | 0      | 0    | 1     |
| 5       | Francja          | 0     | 2      | 1    | 3     |
| 6       | Polska           | 0     | 1      | 1    | 2     |
| 7       | Ukraina          | 0     | 1      | 0    | 1     |
| 8       | Japonia          | 0     | 0      | 1    | 1     |
| 8       | Słowacja         | 0     | 0      | 1    | 1     |
|         | Razem            | 7     | 7      | 7    | 21    |